# Гороховец
Гороховец (рус. Горохове́ц) град је у Русији у Владимирској области. Удаљен је 150 километара источно од града Владимира. Кроз место протиче река Кљазма. По подацима из 2008. године Гороховец има 14.016 становника.
Гороховец припада тзв. Златном кругу, групи историјских руских градова североисточно од Москве. Име града потиче од руске речи горох, што значи грашак.

## Становништво
Према прелиминарним подацима са пописа, у граду је 2010. живело становника, (%) више него 2002.
| 1939. | 1959. | 1970.  | 1979.  | 1989.  | 2002.  | 2010.  |
| ----- | ----- | ------ | ------ | ------ | ------ | ------ |
| 5.800 | 9.891 | 13.995 | 14.955 | 15.783 | 14.524 | 14.016 |